# 四川藏洋

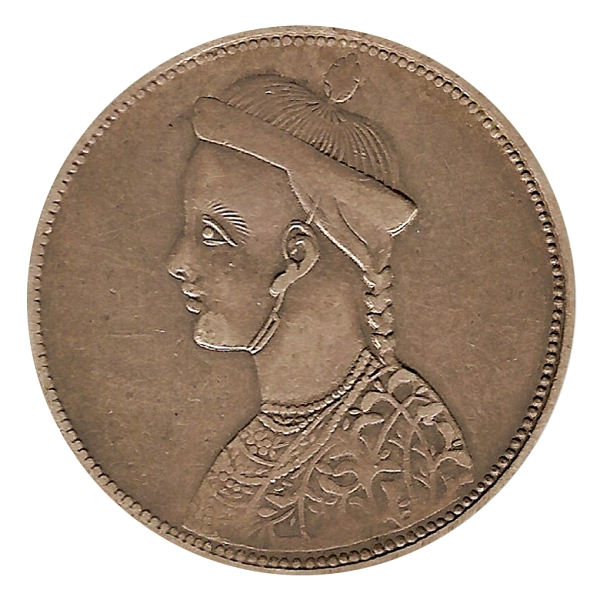
正面

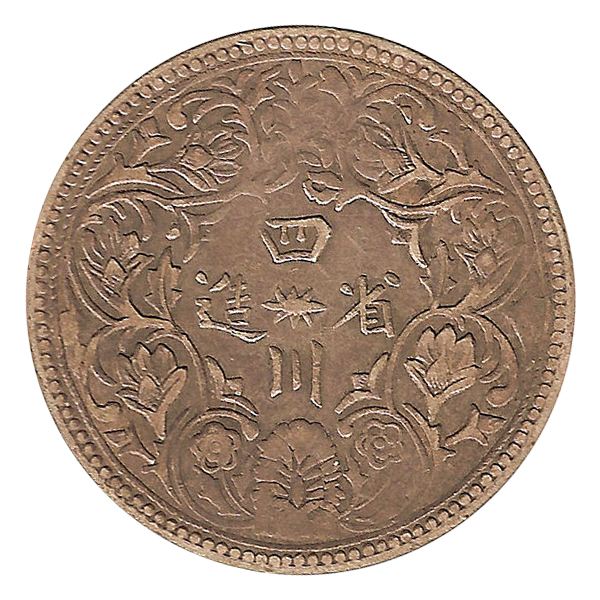
背面

四川藏洋（或称四川藏元、四川卢比，俗称洋钱、藏币、川卡、川洋、藏洋、藏元、赵尔丰钱等），1902年开始铸造，1958年停止流通的一种四川银币，其最初的发行目的是抗衡流入藏区的英印卢比，主要发行流通于四川藏区，但是西藏、青海藏区、甘南藏区和云南藏区亦有流通。四川藏洋成为康区的主要货币，但在卫藏的流通十分有限。随着人民币的发行，藏洋逐渐淡出流通市场。至1958年，四川藏洋停止流通。
四川藏洋仿英印卢比制造，正面为光绪侧面像，背面为纹环绕着的“四川省造”四个汉字，中央有一横花子或立花子，花纹与英印卢比相仿，其重量、大小均与英印卢比一致。

## 历史

### 发行背景
康区货币经济出现较晚，直至十九世纪末交换方式都很原始。光绪以前，无论是西藏铸币还是内地货币在康区流通都十分有限，边茶、青稞、食盐等起着“准货币”的作用。鸦片战争后，由英国东印度公司開始制造的卢比银币由印缅地区源源不断输往藏地。《西康通志·财赋志》曾载“英人睥睨康藏，实行经济侵略，印度卢比遂大量流入”。印度卢比为机制币，正面为英王头像，背面以英文标明币值和铸造年代，并以花边环绕，每元重三钱二分，制造精美、成色稳定，且大小适中便于携带，而当时的藏洋则品质较差，因此很快流入藏区货币市场，卢比取代藏币成为卫藏的通行货币，并逐渐流入康区，英印商人以高出银价数倍的比值换走藏区白银，使白银大量外流。光绪二十年（1894年）前后，卢比流通到打箭炉（今康定县）一带。卢比每元重三钱二分，却作四钱购货，影響當地商民利益。

### 酝酿期
1896年7月，四川总督鹿传霖最早提出自铸银币以抵制英印卢比，他以“银价过低、制钱缺乏”为由奏请建立银元局，于1898年开铸龙洋银元，拉开了四川银币在藏区流通的历史序幕。但是，由于龙洋的尺寸大，币值高，与藏区的用钱习惯不符，没有取得很好的效果。而最早铸造与英印卢比重量相当的银币的是雅州府分驻打箭炉厅同知刘廷恕，刘以“印币亡边”为由，多次呈请四川总督自铸银币，最终在得到上司默允后，于光绪廿七年（1901年）开始以“藏饷之银”在打箭炉用土法铸造与英印卢比大小相近，含银三钱二分的纯银币“炉关契”。“炉关契”银币正面为“炉关契”三字，背面有藏文和花纹围绕。炉关契约铸100万枚，由于为土法铸造，发行量并不能满足藏区商民的使用需求。

### 始铸期

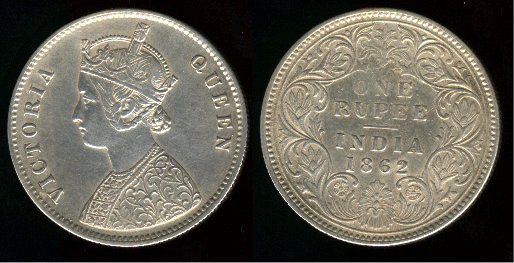
四川藏洋的原型，维多利亚女王带冠胸像英印卢比

岑春煊任四川总督，开始在成都造币厂仿印度卢比的形状大小轻重而铸造新币，专门在藏区发行，其正面为大清光绪皇帝侧面像，背面为花纹环绕着的“四川省造”4个汉字，中央有一横花或立花，花纹与印度卢比相仿，其重量、大小均与印度卢比一致，当年所铸藏洋数量为230,340枚。1905年，四川当任总督锡良向清廷奏请“试铸三二藏洋”，虽然当时清廷正想统一货币铸行权，铸大清金币、大清银币通行天下，但为抗衡印度卢比，财政处、户部为其多方辩解，特准四川铸行藏洋，从此四川藏洋由地方“私仿铸币”变为经朝廷正式批准铸行的专在藏区流通的名正言顺的中国货币。

### 续铸期
1905年，发生驻藏大臣凤全及随员50余人被藏民、喇嘛杀害的巴塘事变，赵尔丰在平定事变后，大力推进改土归流，促进了川边的货币需求，1906年，赵尔丰上呈说“去年臣与前督臣锡良商由四川造币厂依照卢比，铸造三二银元。一百万元运销关外，以为抵制，商民乐用”，四川藏洋的铸造得到清政府进一步认可后，开始大量发行。赵尔丰于1909年拨银二十万两续铸藏洋，使其在康藏地区渐渐流行开来，因其影响广泛，西藏民间也有称四川藏洋为“赵尔丰钱”。 川边藏区四川藏洋成为普遍通用货币。甚至到民国时期，虽币制已改，但康巴藏区仍然通行藏洋。

### 收兑
1949年，中华人民共和国成立，绝大多数省份陆续禁用银元。但鉴于藏区情况特殊，人民币与银币在藏区一直混合流通，因此出现了不法商人将外地银元在青海换取人民币牟利的现象。1951年11月16日，玉树专员公署发布告禁止银元流入和人民币流出。通过几次调降，1952年11月，银币兑换人民币比价稳定到1块甲类银元兑换人民币1元。1958年4月1日，甘孜州人民委员会发布了全州禁止金银流通的布告，1958年7月1日到12月30日，人民银行对甘孜州的四川藏洋进行收兑，仅收兑一、二期含银量高的，甘孜的收兑总量约100万枚。

## 币种
四川藏洋自光绪廿八年（1902年）至民国五年（1916年）由成都造币厂代铸，民国十九年（1930年）至民国三十一年（1942年）由康定造币厂铸造。共铸一元主币2550-2750万枚，半元和一咀辅币25万枚左右。

### 形制

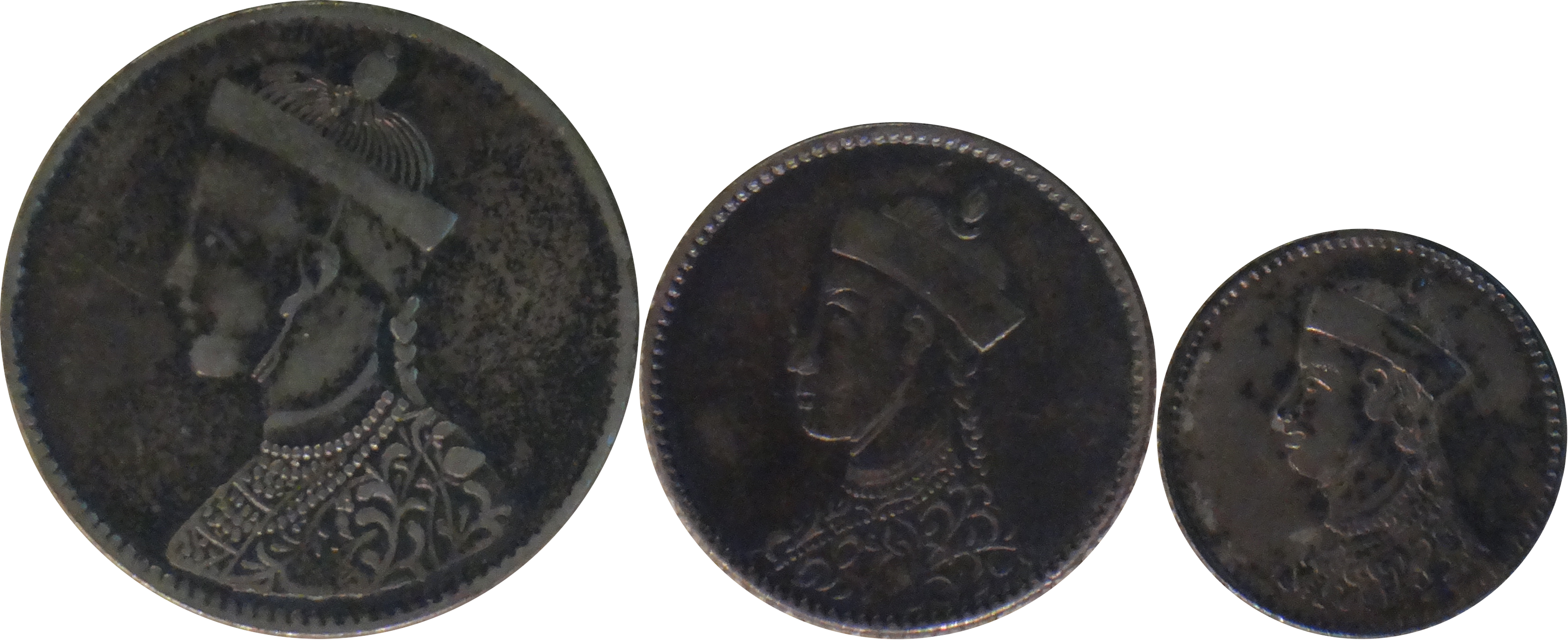
三种面额的对比

根据四川总督赵尔丰的奏折，四川藏洋当时名为“藏元”，以“元”为单位。四川藏洋的面值分一元、半元、四分之一元三种。但一些后世资料中提及四川藏洋时，也有以“卢比”为单位的，如华光普编著的《中国银币大集》。一元又称一卢比，重三钱二分，直径30毫米；半元又称伍角、半卢比，重一钱六分，直径24毫米；四分之一元，又称¼元、一咀币、二角五分、¼卢比，重八分，直径18毫米。

### 成色版别
藏元含银成色呈不断降低的趋势，起初含银超过九成，末期不足一成。按照含银量高低分为四类：一类含银量90%，二类含银量70%-75%，三类含银量50%-60%，四类含银量不足50%。版式识别上，一类藏洋背纹有一蝴蝶花纹，二类藏洋背文“四”字里面为两个点，三类藏洋正面光绪头像为正方形，四类藏洋因含铜过多承红色。四类藏洋又被称为“烂脸藏洋”或“红藏洋”。

### 仿制私铸
民国二十年（1931年），青海省政府主席马麟委托甘肃造币厂用铜镶银的工艺仿造四川藏洋铸造了10万枚余银币，史称西宁藏洋，又称“马麟藏洋”。该钱径32毫米，重15克，含银量不足50%，流通中稍有摩擦便露出铜色，使币面光绪头像颜色斑驳，因此又被称为“烂脸藏洋”。西宁藏洋全部在青海玉树藏区发行，但甘肃甘南藏区和四川康巴藏区亦有流入。由于含银量低，西宁藏洋发行半年后就被排斥到玉树周边地区流通，1958年被民贸公司按废铜回收。

### 变异形态
四川藏洋在流通中还出现过一些特殊版别，如宰口藏洋或戳记藏洋。
宰口藏洋是由于群众为克服辅币的缺乏，将藏洋宰割为二分之一或四分之一后作零用收支流通而产生的。在大额交易中，往往对宰口藏洋有所限制，以玉树结古市场为例，商民约定俗成的规矩是以二八成收兑，即所付的藏洋中必须有八成为整币。但由于辅币铸量少，而藏民素喜金银饰品，而藏洋辅币精巧，因此辅币消耗很快，到民国十年左右时，在市场已经很难见到藏洋辅币了。清末民初，地方政府曾禁止宰割藏洋，但由于辅币的缺乏，在市场上起辅币作用的还是宰割藏洋。宰割的藏洋多是一、二类四川藏洋，三、四类的则因成色低而很少宰割。宰割过程中存在中间抽调三分之一，留两个新月形小瓣来当半元使用的情况。
戳记藏洋或称加印藏洋，则是在三类藏洋或红藏洋上加打戳记，在放债时以二当三或以三当四强行升值使用的藏洋，收债时，并不计戳记，一律以含银量计收。戳记藏洋主要是四川理塘长青春科尔寺的喇嘛所为，最常见戳记为“S”戳，其次是“里用ལ”戳，“one”戳、数字戳、“ས”小字戳和“ས”大字戳都较少见。除单戳外，也有两三种戳记混配的二戳版和三戳版。